# Видаль, Велия
Велия Видаль Ромеро (род. 5 ноября 1982, Баия-Солано, Чоко) — колумбийская активистка, писательница, пропагандистка чтения и менеджер по культуре. Она директор культурно-просветительской корпорации Motete и создательница FLECHO (Фестиваля чтения и письма Чоко).

## Биография
Видаль изучала науку о социальных коммуникациях в Университете Антиокии по специальности «Социальный менеджмент» в Высшей школе управления.
Она работала в государственном управлении по вопросам окружающей среды и культуры, была директором библиотечного парка Фернандо Ботеро Коррегимьенто-де-Сан-Кристобаль, телеведущей и контактным лицом в мэрии Медельина. Она обозревательница журнала Cambio и исследовательница проекта «Tributaries», совместной инициативы с Британским музеем.
Видаль основала Motete, общественный проект, который способствует развитию чтения и грамотности в департаменте Чоко. Motete — это культурная корпорация, которая способствует развитию критического мышления посредством деятельности, направленной на защиту культуры чокоана, расположенной в колумбийском регионе чоко. Эта инициатива помогает примерно 1500 семьям и способствует чтению в читальных клубах для детей и подростков в пяти бедных районах.
С 2018 года Видаль ежегодно организует FLECHO (Фестиваль чтения и письма Чоко), в котором принимают участие более 10 000 человек. Её активистская работа против неравенства и расизма получила международное признание.

## Награды и признание
В 2022 году Видаль вошла в список 100 женщин Би-би-си.